# 中道風迅洞
中道 風迅洞（なかみち ふうじんどう、1919年2月11日 - 2011年4月15日）は青森県八戸市出身の元日本放送協会職員、どどいつ作家、詩人。本名・中道定雄（なかみち・さだお）、

## 人物
早稲田大学卒。1941年東京中央放送局（後のNHK）に入局。バラエティー番組「とんち教室」や、ドキュメンタリー番組、テレビ文芸部部長、芸能局長などを歴任。退職後は詩人、どどいつ作家となる。
NHKラジオ第1放送のリスナー参加の番組「文芸選評」で「どどいつ」の選者として参加。著書に「新編・どどいつ入門」がある。
2011年4月15日、心不全のため死去。

## 著書
- 『どどいつ入門 二十六字詩 古典都々逸から現代どどいつまで』徳間書店、1986.10
- 『どどいつ万葉集 風迅洞私選』編　徳間書店、1992.10
- 『生きている七七七五 続』編　現代どどいつ教室四〇周年記念行事委員会、1995.7
- 『新編どどいつ入門 風迅洞流「現代どどいつ」へ、ようこそ』三五館、2005.12
- 『四十年目の約束 きわめて私的な中国戦記』ブックワークス響、2010.10